# Theodor z Mopsuestie
Theodor z Mopsuestie (350 Antiochie, Sýrie – 429 Mopsuestia, Cilicia, dnešní Turecko) byl syrský teolog, představitel antiochijské školy a vůdce nisibiské školy, v hlavní větvi křesťanství považovaný za heretika, východní syrskou církví za světce.
Na rozdíl od alegorické alexandrijské školy byla kolem roku 300 teologem Diodórem z Tarsu založená antiochijská škola doslovná v interpretaci Bible, a to buď v přímé nebo metaforické (v podobenství). Soustřeďovala se na Kristovo lidství. Theodor v ní získal teologické vzdělání.
Theodorovým spolužákem byl Učitel Církve, sv. Jan I. Zlatoústý (Ιωάννης Α΄ ο Χρυσόστομος, 347–407). Pod jeho vlivem se v roce 369 stal Theodor mnichem. V roce 381 se stal knězem, v roce 392 biskupem Mopsuestie. Brzy byl předním antiošským teologem a jeho exegetické metody připomínaly moderní vědu. Odmítl jako nekanonické mnoho apokryfů. Kritizoval Origena za odmítnutí doslovného výkladu Písma. Podle něj ti, kdo spoléhají jen na alegorický výklad, směšují to, co Písmo říká, se svými sny.
Theodor z Mopsuestie je duchovním otcem nestoriánství. Druhý konstantinopolský koncil (553) ho odsoudil jako heretika – spor o Tři kapitoly. Východní syrská církev ho považuje za svatého.

## Citace
„Finally, at the Fifth General Synod (553), at which, however, Vigilius did not participate, the three Chapters, including Theodore's writings and person, were placed under anathema.“ (Catholic Encyclopedia)